# Maikro Romero
Maikro Romero, född 9 december 1972 i Guantánamo, Kuba, är en kubansk boxare som tog OS-guld i flugviktsboxning 1996 i Atlanta och OS-brons i lätt flugviktsboxning 2000 i Sydney. Både 1997 och 1999 stod han som segrare i panamerikanska spelen.